# پریور ۳۰۵۹
سیارک ۳۰۵۹ (به انگلیسی: 3059 Pryor، نامگذاری:1981EF23) سه هزار و پنجاه و نهمین سیارک کشف شده‌است که در ۳ مارس ۱۹۸۱ کشف شد.
قدر مطلق سیارک برابر ۱۳٫۷۰ است.